# Banc dolent
Un banc dolent (de l'anglès: bad bank) és una entitat financera que compra els anomenats actius tòxics —actius compatibilitzats en el balanç d'un banc per un valor sobrevalorat— a fi de salvar el sistema financer. Així doncs, en cas que els bancs compatibilitzessin els actius pel seu valor actual de mercat —que un cop esclatada la bombolla tenen un valor molt menor—, s'haurien de declarar en fallida i arrossegarien amb la seva caiguda tota l'economia d'un país. La creació d'un banc dolent per part del govern és una de les mesures que es proposaren després de la crisi hipotecària de 2007 a fi de sanejar els bancs zombis. Un exemple en fou la creació a Espanya del Fons de Reestructuració Ordenada Bancària.

## Banc dolent a Espanya
Els primers bancs dolents els crearen a Espanya les mateixes entitats financeres; així "La Caixa", quan es transformà en banc i esdevingué CaixaBank, deixà tots els actius tòxics immobiliaris aparcats a CaixaHolding, entitat no cotitzada i que assumí tant Servihabitat —la filial que gestionava l'activitat immobiliària de l'antiga La Caixa—, com les participacions en Inmobiliaria Colonial i Metrovacesa, a més a més de gran part de la cartera industrial. Seguint una estratègia similar BBVA creà a mitjans de novembre del 2011 una entitat que acumulà 30.000 milions d'euros en actius immobiliaris, un 80% de l'activitat del BBVA en aquest sector. Igualment la caixa de pensions Caixa Galícia aprofità la seva conversió en el banc Novagalicia Banco per crear un banc dolent on aparcà els actius 'tòxics', un total d'11.150 milions en préstecs hipotecaris dels quals 3.000 estaven en sòl i 1.900 no tenien garanties hipotecàries.
A nivell estatal amb l'entrada del govern del PP es proposà la creació d'un banc dolent governamental a fi de sanejar definitivament el sector financer espanyol. Si se seguís el model d'Irlanda la banca lliuraria els actius a l'Estat rebent a canvi deute públic amb la qual podria continuar acudint a la barra lliure de liquiditat del BCE i tenir més marge per tornar a donar crèdit. Considerant com el sòl i els crèdits a sector immobiliari estan provisionats en un 33% de mitjana, si l'estat els adquirís amb un descompte del 60% la pèrdua ascendiria al 27% per a les entitats financeres. Si seguís el model d'Alemanya l'estat pagaria a la banca el mateix preu que tenen comptabilitzat en els seus balanços, restant les provisions realitzades. En contrapartida la banca assumiria l'obligació de donar tant crèdit com ajudes rebin.
Finalment però, i amb l'objectiu d'accelerar la reestructuració financera amb un nou impuls a les fusions de les caixes més dèbils i recapitalitzar-les, el supervisor bancari espanyol sol·licità que aprovisionessin les partides de sòl al 100% del valor comptable, de manera que tinguessin valor net 0, i així per exemple el terrenys rústics de la Caixa d'Estalvis del Mediterrani situats a Alacant foren aprovisionats pel Banc Sabadell en un 97% sobre el seu valor comptable. També es decidí l'aprovació d'un banc dolent per sanejar el balanç de les entitats financers però només per a sòl —principal problema del sector—, i amb la condició que Brussel·les recolzés la iniciativa amb fons econòmics. Donat que el banc dolent només hauria acceptat sòl, Isidre Fainé, un dels principals proponents d'aquest instrument, l'hauria anomenat el Banc del Sòl, mentre que els immobles haurien estat venuts per les mateixes entitats creant divisions específiques encarregades d'aquesta funció. Pel que fa al finançament, les contribucions al banc dolent s'haurien d'haver canalitzat a través del FROB, i quant a la seva estructura, el banc dolent hauria estat un banc sintèntic en el sentit que serien les mateixes entitats les que s'encarregarien de gestionar els actius tòxics que hi aportarien. L'horitzó temporal per a realitzar les desinversions s'haurien situat en 20 anys, ja que, segons els experts del sector, es tractaria d'un temps raonable per donar sortida a tot el sòl que la banca espanyola acumulava als seus balanços, uns 30.000 milions. D'aquesta manera, desfent-se del sòl, les entitats haurien pogut alliberar les provisions dotades i destinar el seu capital a la concessió de crèdit a l'economia real.

### Es descarta el banc dolent i s'opta per fortes provisions
Però les pressions dels grans bancs forçaren a descartar la creació d'un banc dolent, optant-se per forçar la banca a dotar elevades provisions. En aquesta línia el govern espanyol prorrogà in-extermis, el dissabte 31 de desembre del 2011, la pròrroga extraordinària concedida per l'anterior executiu a bancs i immobiliàries per evitar que el sòl que tenen en els seus balanços comptabilitzat com a urbanitzable passi a valorar-se com a sòl rústic, fet que suposaria una depreciació del 90% del seu valor comptable, un ajust comptable que situaria la banca espanyola mitjana en pèrdues —vegeu actiu tòxic.
Aquesta situació es gestà el 2007, quan s'aprovà la Llei del Sòl que pretenia acabar amb l'acaparament del sòl disponible per especular-ne amb el preu i eliminà la consideració de sòl urbanitzable, establint només dues categories possibles: o «sòl urbanitzat» o «sòl rural». La Llei establia que els promotors disposaven a partir d'aleshores d'un màxim de 3 anys per començar a construir en els sòls urbanitzables que tinguessin en propietat amb pla d'ordenació urbanística aprovat, i que passat aquest termini el terreny passaria a estar qualificat de «sòl rural», de manera que el seu valor es desplomaria. Poc abans que aquesta particular clàusula entrés en vigor el 30 de juliol de 2010 i esclatada ja la bombolla immobiliària, s'aprovà el Reial Decret-Llei 6 / 2010 que introduí una pròrroga per evitar que el sòl urbanitzable comencés a cotitzar a preu de rústic, és a dir, segons el valor del cultiu agrícola i no en funció de les expectatives urbanístiques, retardant l'ajust comptable de valoració fins al 31 de desembre de 2011.
La nova prorroga permeté que aquests actius tòxics se seguissin valorant en termes comptables com a sòl urbanitzable fins al juliol de 2012, mentre el ministre d'economia Jose Luís de Guindos elevà les provisions que haurien de realitzar els bancs espanyols als 50 mil milions d'euros, i el president del govern de l'estat, Mariano Rajoy, declarà el 10 de gener del 2012 que no es crearia un banc dolent a Espanya. La rebaixa del valor dels actius immobiliaris «a nivells realistes» arribà fins al 50% en el cas de les promocions, el 80% en el del sòl urbanitzat, i pràcticament el 100% en el del sòl rústic. Així mateix es concedí als bancs un termini no superior a dos anys per proveir aquestes caigudes de valor, i donades les pèrdues que aquesta situació ocasionà, el govern de Madrid continuà injectant diners del fons de rescat europeu (EFSF) i obligà a fusionar-les.